# Saint-Sauveur-de-Flée
Saint-Sauveur-de-Flée korábbi község Franciaország Loire mente régiójában, Maine-et-Loire megyében. 2016. december 15-én tizennégy másik korábbi községgel egyesült és Segré-en-Anjou Bleu új község része lett.
Lakosainak száma 310 fő (2018. január 1.). Saint-Sauveur-de-Flée Aviré, La Ferrière-de-Flée, Montguillon, Ampoigné, Chemazé és Saint-Quentin-les-Anges községekkel határos.

## Népesség
A település népessége az elmúlt években az alábbi módon változott:
| Lakosok száma | 327  | 329  | 259  | 246  | 251  | 296  | 324  | 327  | 322  | 310  |
|               | 1968 | 1975 | 1982 | 1990 | 1999 | 2011 | 2013 | 2015 | 2017 | 2018 |